# Pietro Ottoboni
Pietro Ottoboni (ur. 2 lipca 1667 w Wenecji, zm. 29 lutego 1740 w Rzymie) – włoski kardynał.

## Życiorys
Krewny papieża Aleksandra VIII, który w listopadzie 1689 mianował go kardynałem tytułu S. Lorenzo in Damaso, wicekanclerzem Świętego Kościoła Rzymskiego, generalnym superintendentem Stolicy Apostolskiej oraz gubernatorem Fermo, Tivoli i terytorium Capranica, a rok później legatem w Awinionie. Od 1709 roku był protektorem Francji w Kurii Rzymskiej i z tej racji przysługiwały mu dochody z licznych francuskich beneficjów (np. z opactwa St. Paul de Verdun). Był też archiprezbiterem bazyliki Matki Bożej Większej.
W 1725 papież Benedykt XIII mianował go kardynałem-biskupem Sabiny i osobiście udzielił mu sakry biskupiej, a rok później postawił na czele Rzymskiej Inkwizycji. W 1730 został kardynałem biskupem Frascati (do 1734) oraz archiprezbiterem bazyliki laterańskiej. Subdziekan kolegium kardynalskiego i biskup Porto e Santa Rufina 1734-38, a od 1738 dziekan i biskup Ostia e Velletri. Stał na czele joannickiego Wielkiego Przeoratu Irlandii. Był protektorem artystów, zwłaszcza muzyków. Wśród jego protegowanych byli Arcangelo Corelli, Georg Friedrich Händel i Antonio Vivaldi. Osobiście pisał dla nich teksty kantat.
Pod względem moralnym nie cieszył się dobrą opinią wśród współczesnych. Jakkolwiek przekazana przez Monteskiusza informacja, jakoby miał ok. 60-70 nieślubnych dzieci, wydaje się przesadzona, faktem jest, że jego liczne romanse nie były tajemnicą. W papieskich archiwach zachowała się nawet pisemna reprymenda dla niego ze strony Aleksandra VIII. Jego kochanki często pozowały do obrazów, które następnie wieszał w swych apartamentach. Bardzo dobrze udokumentowany jest jego długotrwały związek z Margaritą Pio Zeno (1670-1725) z Sabaudii. W listach do niej kardynał wielokrotnie pisał, że nie czuł nigdy powołania do stanu duchownego. Święcenia kapłańskie przyjął dopiero w lipcu 1724 pod naciskiem papieża Benedykta XIII.
W 1740 zachorował podczas konklawe po śmierci Klemensa XII i musiał je opuścić. Zmarł jeszcze przed wyborem papieża Benedykta XIV. Jego majątek po śmierci został zlicytowany, albowiem pomimo ogromnych dochodów czerpanych z posiadanych beneficjów jego długi przewyższały masę spadkową.